# Huang Binhong

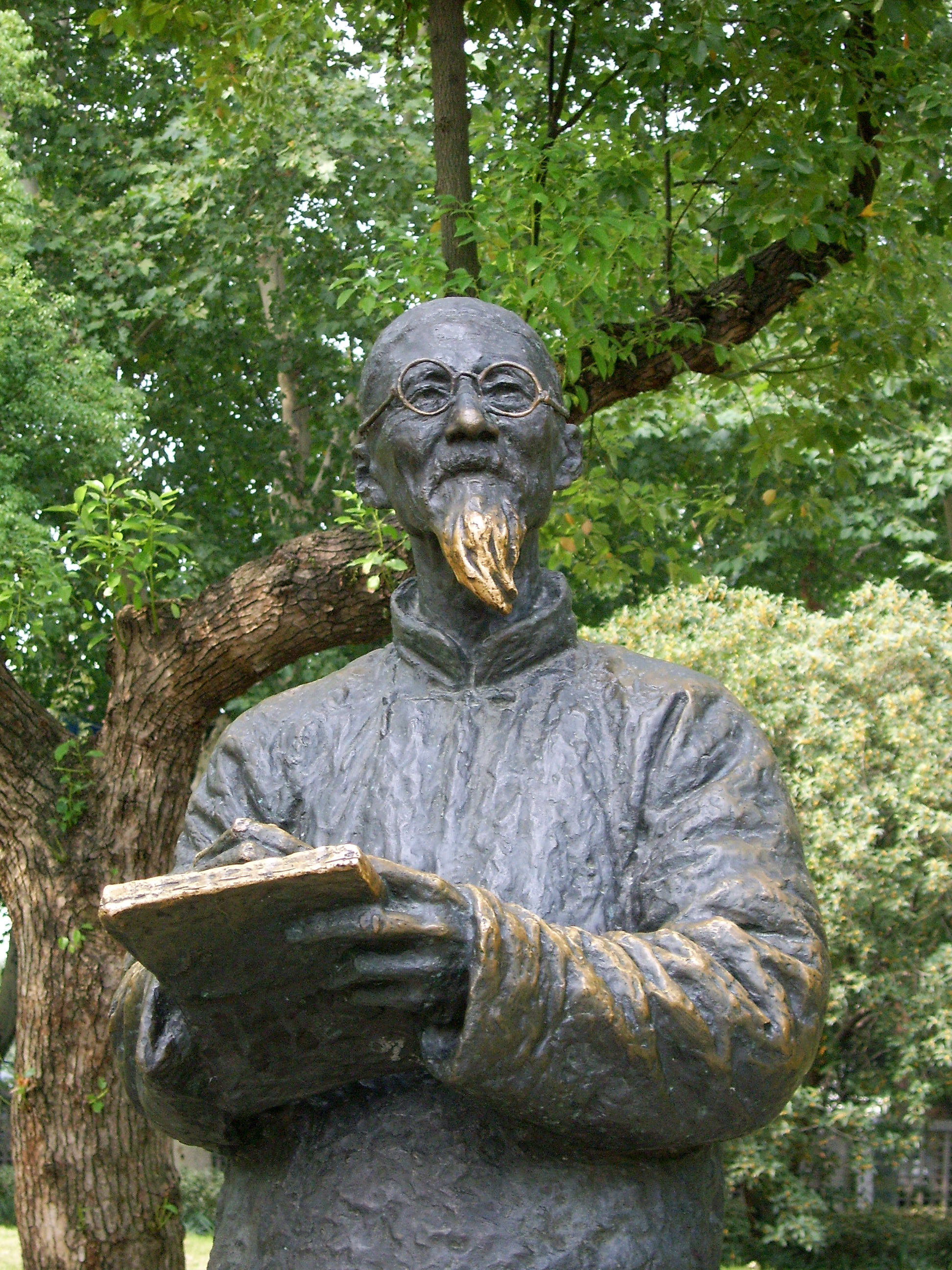
Am Westsee gelegene Statue des Huang Binhong

Huang Binhong (chinesisch 黃賓虹 / 黄宾虹, Pinyin Huáng Bīnghóng; * 1864; † 25. März 1955) war ein bedeutender chinesischer Maler.
Er wurde 1864 im Kreis Jinhua, Provinz Zhejiang, geboren. Als Sohn eines wohlhabenden Kaufmanns wurde er nach althergebrachter Weise erzogen und lernte bei Malern in Yangzhou. Er eröffnete eine eigene Malschule in Anhui und später eine in Shanghai. Er unternahm einige Reisen und skizzierte Landschaften, die er als Vorlage für Gemälde benutzte. Dabei mischte er alten Stil und modernen Realismus. Seine Bilder besitzen eine bemerkenswerte Plastizität. Außerdem wendete er sich der Lyrik zu.
Von 1937 bis 1948 lehrte er an der Kunstakademie in Peking, danach in Hangzhou.
In der Volksrepublik wurde er oft geehrt und in den Vorstand des Künstlerverbandes aufgenommen. Er starb am 25. März 1955 und vermachte seine umfangreichen Werke, zu denen zehntausend Skizzen zählen, dem Staat.
Huang Binhong war Mitglied der Xīlíng-Siegelgesellschaft in Huangzhou.

## Werke
- Werke von Huang Binhong befinden sich im Guangzhou Museum of Art